# Martin Eberhard
Martin Forest Eberhard (* 15. května 1960 Berkeley) je americký inženýr a manažer. Spolu s Marcem Tarpenningem založili společnost Tesla, Inc. (tehdy Tesla Motors) a do roku 2008 působil jako její první generální ředitel. Na jeho místo poté nastoupil Elon Musk.

## Kariéra

### Raná kariéra
Eberhard započal svou kariéru jako elektroinženýr ve společnosti Wyse Technology, kde jako svůj první produkt navrhl počítačový terminál WY-30 ASCII. Později Eberhard spoluzaložil a založil začínající společnosti Network Computing Devices, Inc. (která vyráběla síťové terminály založené na softwaru X Window) a NuvoMedia, která vytvořila v roce 1998 jednu z prvních čteček elektronických knih, Rocket eBook.

### Tesla Motors
Eberhardův zájem o sportovní vozy, závislost na dovozu ropy a globální oteplování ho přivedly k založení první automobilové společnosti v Silicon Valley, která vyrobila prototyp elektrického sportovního automobilu s názvem AC Propulsion tzero. V roce 2003 Eberhard spoluzaložil s Marcem Tarpenningem společnost Tesla Motors, která se zabývá elektromobily a sídlí v San Carlos v Kalifornii a stal se jejím prvním generálním ředitelem. Eberhard řídí druhý vůz Tesla Motors zakladatelské řady Roadster, což je první řada modelu Tesla Roadster z roku 2008. Tesla Roadster je bateriový elektrický sportovní vůz s rychlostí až 393 km/h.
Dne 30. listopadu 2007 společnost Tesla vydala tiskovou zprávu s názvem „Martin Eberhard, spoluzakladatel společnosti Tesla Motors, přechází do poradní rady.“ Časopis Fortune v prosinci 2007 napsal, že Elon Musk požádal Martina o odchod z role CEO. Musk v rozhovoru uvedl, že to nebylo kvůli ideologickým rozdílům, ale že neviděl pro Eberharda vhodnou roli. Dne 7. ledna 2008 v deníku The New York Times uvedl, že Tesla Motors vydala prohlášení vysvětlující, že spoluzakladatel a bývalý generální ředitel Martin Eberhard „přešel ze správní rady a představenstva do poradní rady." Poté na jeho místo nastoupil Elon Musk.
Eberhard poznamenal, že zatímco s Teslou podepsal smlouvu o neznevažování, „takže musím, na základě smlouvy, být trochu opatrný, jak říkám věci“, nebyl s přechodem spokojený. Ve svém blogu zakladatelů Tesla, který byl odstraněn, Eberhard kritizoval propouštění v Tesle, které označil za „tajné krveprolití“.
V červnu 2009 podal Eberhard žalobu na Elona Muska za urážku na cti, pomluvu a porušení smlouvy s tím, že ho Elon Musk vytlačil ze společnosti, veřejně ho znevažoval a ohrozilo Teslovo finanční zdraví[ujasnit]. V srpnu 2009 Eberhard žalobu stáhl z neznámých důvodů. Mluvčí společnosti Tesla odmítl změnu komentovat, což zvyšuje pravděpodobnost urovnání. V září 2009 společnost Tesla potvrdila vypořádání, ale neposkytla další podrobnosti.
Eberhard v rozhovoru pro televizi CNBC v říjnu roku 2019 potvrdil, že je pořád akcionářem společnosti Tesla a stále usiluje o jejich úspěch.

### 2010–2015
V roce 2010 Martin Eberhard potvrdil Autoblogu Green, že pracuje se společností Volkswagen, ale o spolupráci nebyly poskytnuty žádné další podrobnosti.

### inEVit / Seres
V září 2016 společnost Eberhard založila inEVit v tajném režimu, aby dodala významným výrobcům OEM elektrické pohony a řešení pro ukládání energie.
Společnost SF Motors (nyní Seres) získala inEVit v říjnu roku 2017. Eberhard působil jako hlavní ředitel pro inovace až do odchodu v červenci roku 2018.

## Osobní život
Oženil se s Carolyn, se kterou se seznámil na University of Illinois, kde jsou každoročními dárci univerzitní technické fakultě již od roku 1984.